# Parco del Neto
 (février 2025).
Si vous disposez d'ouvrages ou d'articles de référence ou si vous connaissez des sites web de qualité traitant du thème abordé ici, merci de compléter l'article en donnant les références utiles à sa vérifiabilité et en les liant à la section « Notes et références ».
Le Parco del Neto est un espace vert situé dans la rue Vittorio Emanuele dans la commune de Settimello à Calenzano (province de Florence).

## Description
Avec une extension d'environ 8 hectares, bien qu'il soit inséré dans une zone fortement urbanisée, le parc a conservé intactes les caractéristiques, autrefois générales pour toute la plaine, d'une zone humide qui était la relique d'un système lacustre plus vaste qui représentait la soupape naturelle d'évacuation des crues de l'Arno.
La zone de Neto a survécu grâce à sa position, à proximité des premiers contreforts du Monte Morello, ce qui a favorisé sa transformation de zone marécageuse en un jardin romantique de villa patricienne.
D'illustres personnages se sont succédé sur la propriété de Neto avant que les administrations de Calenzano et Sesto Fiorentino ne l'achètent. Parmi les différents propriétaires, on peut citer Ilario Ronillè, marquis de Boissy, pair de France et sénateur de l'empire napoléonien, le comte Alessandro Guiccioli, époux de la comtesse Teresa Gamba, et le poète Lord Byron.

## Botanique
Le parc Neto se caractérise par une grande variété d'espèces d'arbres. Les grands taxodiums, qui constituent la présence végétale la plus spectaculaire, ont probablement été plantés au début du siècle, tandis que les tilleuls, platanes et marronniers d'Inde, qui bordent les principales allées, sont plus anciens, certainement du XIXe siècle.
Le taxodium distichum est l'ornement le plus spectaculaire et le plus précieux du parc Neto. Cet arbre est désigné par différents noms : certains l'appellent «cyprès des marais» en raison de sa prédilection pour pousser dans des milieux humides, d'autres «cyprès chauve» car en hiver il perd non seulement ses feuilles mais aussi ses rameaux, qui restent complètement nus, ou encore  «Arbre de Virginie» car dans cette péninsule nord-américaine, il est associé à de vastes forêts, mais le nom qu'il mérite le plus est peut-être celui d' «arbre des merveilles ». Il suffit de penser à sa cinquantaine de mètres de hauteur, à sa longévité qui dépasse 1000 ans et à son adaptabilité aux climats les plus divers, de la chaleur humide du golfe du Mexique aux rudes climats continentaux.